# Canthium parvifolium
Canthium parvifolium är en måreväxtart som beskrevs av William Roxburgh. Canthium parvifolium ingår i släktet Canthium och familjen måreväxter. Inga underarter finns listade i Catalogue of Life.